# Mistrzostwa Polski w kolarstwie przełajowym 1962
Mistrzostwa Polski w kolarstwie przełajowym 1962 odbyły się w Łodzi.

## Wyniki
- Stanisław Wawrzko (KS Budowlani Łódź)[1]
- Franciszek Surmiński (LZS Prudnik)
- Jan Ścibiorek (Społem Łódź)